# Réseau pour l'information sur l'Europe de l'Est
 (décembre 2008).
Si vous disposez d'ouvrages ou d'articles de référence ou si vous connaissez des sites web de qualité traitant du thème abordé ici, merci de compléter l'article en donnant les références utiles à sa vérifiabilité et en les liant à la section « Notes et références ».
Le Réseau pour l’information sur l’Europe de l’Est est une association reconnue (e.V) ayant son siège à Berlin, connue aussi sous le sigle n-ost. L’association est placée sous la direction d’un comité de sept personnes. L’association exerce son activité professionnelle principale dans ses bureaux de Berlin-Kreuzberg avec un gérant et diverse rédactrices.
n-ost souhaite améliorer l’information journalistique sur l’Europe de l’Est. L’association s’est en outre donnée pour but de proposer des contributions sur l’évolution démocratique des médias en Europe de l’Est et d’étendre ses contributions à l’opinion publique de l’Europe tout entière. Dans ce but, n-ost offre quotidiennement des informations de fond aux rédactions de presse et de radio en Allemagne, Autriche et Suisse, organise des séminaires de formation continue et une fois par an une grande conférence des médias dans une grande ville – les dernières ont eu lieu à Berlin, Prague, Sofia et Bucarest. Par ailleurs n-ost élabore différents projets s’adressant aux journalistes – par exemple un programme de bourses de recherche autour du thème Extrémisme de droite et antisémitisme en Europe de l’Est, un prix du reportage, un portail culturel européen en ligne ainsi que des séries de reportages sur des thèmes-clés  tels la pauvreté des personnes âgées en Europe de l’Est ou les mondes du travail à l’ère de la mondialisation. Près de 250 journalistes germanophones de 20 pays sont membres de l’association n-ost. Depuis mai 2008 n-ost élabore eurotopics.net, plate-forme européenne quadrilingue en ligne sur commande du Centre fédéral pour l’éducation politique (bpb.de). À cet effet, n-ost a créé un service de rédaction autonome.
n-ost est soutenu dans son travail par un Conseil consultatif dont font partie :
- Werner D'Inka (Éditeur du quotidien Frankfurter Allgemeine Zeitung),
- Sabine Adler (Directrice de Deutschlandradio-Hauptstadtstudio),
- Christian Böhme (Rédacteur en chef de l’hebdomadaire Jüdische Allgemeine Zeitung),
- Henrik Kaufholz (Chef d’édition du quotidien danois Politiken, Copenhague),
- Horst Pöttker (Professeur de journalistique à la Technische Universität, Dortmund,
- Sonja Margolina (Editrice),
- Uwe Neumärker (Gérant de la Fondation du Mémorial de l’Holocauste à Berlin, Denkmal für die ermordeten Juden Europas),
- Tomasz Dąbrowski (Directeur du Polnisches Institut de Berlin),
- Ludmila Rakusanova (Directrice de l’Institut de journalistique régionale VLP, Prague),
- Markus Hipp (PDG de la fondation BMW-Stiftung Herbert Quandt)
- et Uwe Leuschner (entrepreneur).

n-ost exerce son activité en Allemagne et à l’échelle internationale en étroite coopération avec les associations de journalistes et les réseaux qui poursuivent des finalités analogues, et en particulier avec l’association de journalistes Réseau Recherche (Netzwerk Recherche), la Fondation polonaise Medientandem et la Bálint György Journalistenakademie hongroise. n-ost œuvre à ces projets en coopération avec diverses fondations et institutions, dont en particulier: Stiftung Erinnerung, Verantwortung und Zukunft, Fondation Friedrich-Ebert, Fondation Konrad Adenauer, Fondation Robert Bosch, Institut für Auslandsbeziehungen, BMW-Stiftung Herbert Quandt, Deutsch-Tschechischer Zukunftsfonds, Fondation Alfred Toepfer, Fondation Friedrich-Naumann, Renovabis, Allianz Kulturstiftung et le Goethe-Institut.